# Arkadi Iljitsch Ostrowski
Arkadi Iljitsch Ostrowski (russisch Аркадий Ильич Островский; geb. 25. Februar 1914 in Sysran, Russisches Kaiserreich; gest. 18. September 1967 in Sotschi) war ein sowjetischer Komponist. 
Ostrowski wurde in eine jüdische Familie geboren. Ab 1927 lebte er in Leningrad. Er arbeitete in Leonid Utjossows Jazz-Orchester von 1940 bis 1947 und begann dort mit eigenen Kompositionen. Zu seinen bekanntesten Liedern zählen Pust wsegda budet solnze („Immer lebe die Sonne“) und das als Trololo-Meme populäre Ja otschen rad, wed ja, nakonez, woswraschtschajus domoi („Ich bin sehr glücklich, weil ich endlich nach Hause zurückkehre“). 
Im Jahr 2004 erhielt Ostrowski posthum einen Stern auf dem „Platz der Bühnenstars“ in Moskau.